# Dolichomitus songxianicus
Dolichomitus songxianicus là một loài tò vò trong họ Ichneumonidae.